# Olga (2021)
Olga ist ein französisch-schweizerischer Spielfilm von Elie Grappe, der im Jahr 2021 veröffentlicht wurde.
Er wurde in der Auswahl der Woche der Kritik bei den Filmfestspielen von Cannes 2021 gezeigt, wo er für die Caméra d’Or konkurrierte. Er wurde ausgewählt, die Schweiz bei den Oscars zu vertreten. Beim Schweizer Filmpreis 2022 wurde er als bester Spielfilm, für das beste Drehbuch und den besten Ton ausgezeichnet.

## Handlung
2013 geht die 15-jährige Olga, eine talentierte und leidenschaftliche ukrainische Turnerin, ins Exil in die Schweiz, das Heimatland ihres Vaters, nachdem ihre Mutter wegen ihrer Tätigkeit als politische Journalistin bedroht wurde. Die Jugendliche versucht, sich im Nationalen Sportzentrum einen Platz zu erkämpfen. Doch dann bricht in Kiew die Euromaidan-Revolte aus, in die auch ihre Verwandten verwickelt werden. Während sich das Mädchen in ihrem neuen Land zurechtfinden und sich auf die Europameisterschaft vorbereiten muss, dringt die ukrainische Revolution in ihr Leben ein und wird alles durcheinander bringen.

## Produktion

### Dreharbeiten
Der Film wurde größtenteils an der Eidgenössischen Hochschule für Sport in Magglingen im Schweizer Jura gedreht.

## Auszeichnungen
Liste der Auszeichnungen, Nominierungen und Auswahlverfahren:
- Solothurner Filmtage 2017: Entwicklungshilfepreis Upcoming Lab.
- Festival Premiers Plans d'Angers 2020: Prix Fondation Visio scénario de long métrage.
- Internationale Filmfestspiele von Cannes 2021: Auswahl Semaine de la critique, SACD-Preis.
- Internationales Filmfestival Brüssel 2021: Publikumspreis (internationaler Wettbewerb), Fernsehpreis - BeTV.
- Filmfest Hamburg 2021: Sichtwechsel Filmpreis[3]
- Festival Alice nella Città in Rom 2021: Besondere Erwähnung.
- Rencontres du cinéma francophone en Beaujolais 2021: Preis der Jury.
- Festival War on Screen 2021: Besondere Erwähnung der Internationalen Jury.
- Oscars 2022: Offizielle Auswahl, um die Schweiz für den Oscar für den besten internationalen Film zu vertreten (nicht in die endgültigen Nominierungen aufgenommen).
- Schweizer Filmpreis 2022: Bester Spielfilm, bestes Drehbuch und bester Ton (Jürg Lempen)[4]